# おもちゃのピストル
『おもちゃのピストル』は、ゼリ→のメジャー1枚目のシングル。1999年11月10日に発売。発売元は東芝EMI。

## 概要
- 記念すべきメジャーデビューシングル。
- 発売時のキャッチコピーは『しまった! デビューさせちまった!』
- ジャケット写真はメンバー全員が全裸になっている(男性器はキャラクターの絵で閉じ込めている)。
- 本作発売後、メジャーデビュー初のワンマンライブが行われた。チケットは発売と同時に即完売した。

## 収録曲
1. おもちゃのピストル
2. Drug Is Dead
3. Silver Fox Falls Into A Pitfall